# Johann Georg Binder
Johann Georg Binder, magyaros írásmóddal Binder János György (Nagyszeben, ? – Dolmány, 1835. február 16.) evangélikus lelkész.

## Élete
Jénában tanult, ahol az 1815. június 15-én alapított német diákszövetség (Bursenschaft) alapszabályának aláírói között volt. Ugyanebben az évben evangélikus lelkész lett szülővárosában és 1834. december 21-étől Dolmányban.

## Munkái
Sacrae Eucharistiae historia succincta inde ab apostolis usque ad Lutherum, Cibinii, 1824.